# Гашимов, Алескер Гашим оглы
Алескер Гашим оглы (Миргашим оглы) Гашимов (азерб. Ələsgər Haşım oğlu Haşımov; 1912, Зангезурский уезд — ?) — советский азербайджанский хлопковод, Герой Социалистического Труда (1948).

## Биография
Родился в 1912 году в селе Рабанд Зангезурского уезда Елизаветпольской губернии (ныне село Рабанд Зангеланского района Азербайджана).
С 1931 года бригадир трактористов колхоза имени Энгельса Зангеланского района, тракторист, главный механик Зангеланской МТС, директор Зангеланской РТС, главный механик Кубатлинской РТС, с 1967 года контролёр Зангеланского отдела объединения «Сельхозтехника». В 1947 году получил в обслуживаемых колхозах 52,64 центнеров с гектара на площади 250,8 гектаров.
Указом Президиума Верховного Совета СССР от 10 марта 1948 года за получение в 1947 году высоких урожаев хлопка Гашимов Алескер Гашим оглы присвоено звание Героя Социалистического Труда с вручением ордена Ленина и золотой медали «Серп и Молот».
Активно участвовал в общественной жизни Азербайджана. Член КПСС с 1953 года.